# Yurema Requena
Yurema Requena Juárez (Villarreal, 25 de noviembre de 1983) es una nadadora española cuya especialidad son las aguas abiertas (Principalmente; 5 y 10 kilómetros).
En los Juegos Olímpicos de Pekín 2008, por primera vez en la historia del calendario olímpico se disputó la modalidad de aguas abiertas con distancia de 10 kilómetros en el canal de remo olímpico. Yurema quedó en 13.ª posición en la prueba.
Además como anécdota hay que destacar que fue elegida por sus compañeros de la delegación española como la atleta más guapa (Miss Olímpica española).
El 3 de septiembre de ese mismo año, renunció a participar en los Campeonatos de Europa de Aguas Abiertas, que se disputaron la semana después en la ciudad croata de Dubrovnik.
El 5 de abril de 2009, se proclamó campeona de España de los 10 000 metros, prueba que se disputó en el Centro Acuático de Málaga donde se celebraron los campeonatos nacionales y se convirtió en la primera española que bajó de dos horas en esta distancia, concretamente: 1:59.07.
El 14 de junio de 2009, conquistó en la localidad italiana de Isola de Giglio, una victoria en la Copa de Europa de los cinco kilómetros de aguas abiertas. Ella se impuso por un tiempo de 51.02.60, mientras que la italiana Alice Franco (51.06:00) y la checa Jana Pechanova (51.07:30) acabaron en segunda y tercera posición, respectivamente.
El 21 de julio de ese mismo año, en el Campeonato Mundial de Natación de 2009, celebrado en la ciudad de Roma, Yurema terminó en cuarta posición en la prueba de natación de 5 kilómetros en aguas abiertas (En los primeros minutos de la carrera consiguió ponerse en cabeza, y el bronce se le escapó por menos de 5 segundos).
En el año 2012,
Al año siguiente,

## Palmarés
- Medalla de bronce en el Campeonato del Mundo de aguas abiertas Sevilla 2008 (10 km)
- 15.ª Campeonato del Mundo Melbourne 2007 (5 km)
- 16.ª Campeonato del Mundo Melbourne 2007 (10 km)
- 9.ª Campeonato del Mundo Montreal 2005 (5 km)
- 13.ª Campeonato del Mundo Montreal 2005 (10 km)
- 10.ª Campeonato de Europa Budapest 2006 (5 km)
- 15.ª Campeonato de Europa Budapest 2006 (10 km)